# زهرة العسل الهيمالاوية
زهرة العسل الهيمالاوية (الاسم العلمي: Melianthus himalayanus) هو نوع من النباتات يتبع جنس زهرة العسل من فصيلة الزهرية العسل              .	